# Barbuda
Barbuda es una isla que integra Antigua y Barbuda. Tiene una población de aproximadamente 1638 habitantes (según el censo de 2011), la mayoría de los cuales viven en su capital, la ciudad de Codrington.
Barbuda se encuentra al norte de Antigua, en la parte superior de las Islas de Barlovento. Al sur se encuentran las islas de Montserrat y Guadalupe, y al oeste y noroeste se encuentran la Isla Nieves, la Isla de San Cristóbal (San Cristóbal y Nieves), la isla de San Bartolomé (Francia) y la Isla de San Martín.

## Historia
Los Siboney fueron los primeros en habitar la isla de Barbuda durante la Edad de Piedra. Más adelante, los indios arahuacos y caribes poblaron la isla cuando Cristóbal Colón desembarcó en su segundo viaje en 1493. Los primeros asentamientos de españoles y franceses fueron sucedidos por los ingleses, que formaron una colonia en 1666.
En 1685 Barbuda fue arrendada a los hermanos Christopher y John Codrington, que habían fundado la ciudad de Codrington. La familia Codrington producía alimentos en sus tierras de Barbuda, y también transportaba esclavos como mano de obra para sus plantaciones de caña de azúcar en Antigua. Hubo más de una rebelión de esclavos en Codrington durante la década de 1740, durante la cual los esclavos se levantaron contra los gerentes. Todos los esclavos fueron liberados en 1834.
En 1967, Antigua y Barbuda acordaron alcanzar la independencia por separado. El 1 de noviembre de 1981, la isla obtuvo su independencia como parte integrante de Antigua y Barbuda, miembro de la Mancomunidad de Naciones. En las elecciones de 1989, el Movimiento por la Independencia de Barbuda, escindido del también independentista moderado Movimiento Popular de Barbuda, recibió muy pocos votos para poder optar a un escaño en el parlamento nacional, que fue para el segundo que además obtuvo los 9 escaños del consejo insular. El Movimiento Popular administra la completa autonomía interna de la isla de acuerdo a las previsiones constitucionales de 1981 para el Consejo Insular, estando sus competencias solo limitades en tierras y seguridad.

## Esclavitud
Existe la creencia generalizada, incluso por parte de habitantes de Barbuda, de que los Codrington establecieron una granja con el propósito de criar a las personas esclavizadas más fuertes y altas. Un artículo en Annals of the New York Academy of Science ha cuestionado esto, declarando que los Codrington consideraron usar Barbuda como guardería, donde los niños esclavos habrían sido criados para trabajar más tarde en las plantaciones de Antigua, pero este plan nunca se llevó a cabo.
El primer mapa de Barbuda se realizó en la segunda mitad del siglo XVIII. En aquella época había numerosos edificios en el área de Highland, un castillo en Codrington, un fuerte en River, ahora conocido como la Torre Martello, y casas en Palmetto Point, Coco Point y Castle Hill. El mapa muestra ocho corrales para retener a los esclavos fugitivos capturados, lo que indica que se trataba de un problema grave. Había varias unidades de batería de cañones defensivos alrededor del perímetro de la isla. Había una gran plantación en el área de Meadow y Guava, y otra en el área de Highlands.

## Turismo
El clima y la geografía de Barbuda propician el turismo. Se puede acceder a Barbuda mediante el Aeropuerto Barbuda Codrington y también tiene un servicio de ferry a Antigua. Muchos turistas se sienten atraídos por las playas de la isla. Las actividades incluyen un santuario de aves, natación, hacer snorkel, pesca y espeleología. En la isla solo hay dos complejos turísticos en funcionamiento; el resto fueron abandonados por una mala gestión, la difícil infraestructura y los daños causados por los huracanes.
El Santuario de fregatas está ubicado en la Laguna de Codrington. Otros puntos de interés incluyen la Casa de las Tierras Altas (la casa del siglo XVIII de la familia Codrington) y la Cueva de los Indios, que contiene antiguos petroglifos amerindios.

## Geografía

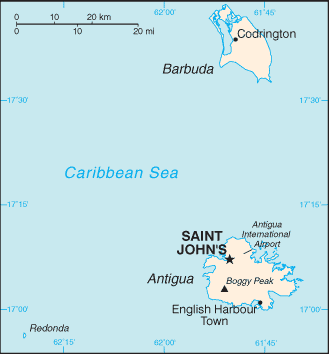
Localización de la isla de Barbuda.

La superficie total del terreno es de 160,56 km². La capital y la ciudad más grande es Codrington, con una población estimada de 1.638 habitantes (2011 censo de población). En Antigua viven más personas de ascendencia de Barbuda que en la propia isla. La isla es en su mayoría de piedra caliza coralina con poca variación topográfica. El área de "tierras altas" en el lado este de la isla tiene colinas que se elevan a 38 metros pero la mayoría de la isla es muy plana, con muchas lagunas en la esquina noroeste.

## Fauna
La serpiente de antigua es una de las serpientes más raras del mundo. Las Antillas Menores son el hogar de cuatro especies de serpientes. Las cuatro han sufrido severas reducciones de hábitat; al menos dos subespecies se han extinguido y otra, A. antiguae, ocupa ahora solo el 0,1% de su hábitat histórico.
El Ameiva griswoldi es una especie de lagarto del género Ameiva. Es endémica de Antigua y Barbuda y se encuentra en ambas islas.

## Clima
El clima está clasificado como tropical marino, lo que significa que hay poca variación estacional de la temperatura. En enero y febrero, los meses más fríos, la temperatura media diaria máxima es de 27 °C, mientras que en julio y agosto, los meses más cálidos, la temperatura media diaria máxima es de 30 °C.

## Desastres naturales
El 6 de septiembre de 2017, el Huracán Irma de categoría 5, arrasó la isla. El primer ministro de Antigua y Barbuda, Gaston Browne, afirmó que hubo daños en 95% de las construcciones, y un muerto. Las estimaciones iniciales muestran que al menos el 60% de los residentes de la isla perdieron su hogar debido al desastre. La tormenta impidió las comunicaciones con Barbuda a su paso por la isla y éstas no fueron restauradas durante algún tiempo.  El 8 de septiembre de 2017, el gobierno comenzó a evacuar toda la isla para prevenir el paso del huracán José, que se acercaba por el este.

## Educación
La Escuela Secundaria Sir McChesney George es la escuela secundaria pública de la isla.